# Red Orchestra: Ostfront 41–45
Red Orchestra: Ostfront 41–45 (укр. Червона Капела: Східний фронт 41-45) — відеогра в жанрі тактичного шутеру від першої особи, розроблена компанією Tripwire Interactive і випущена в 2006 році. Гра розповсюджується через службу цифрової дистрибуції Steam. Роздрібним видавцем гри за кордоном є компанія Bold Games і 1С в країнах СНД. Гра вийшла в повністю локалізованому вигляді, російською мовою. У квітні 2009 було продано близько 400 000 копій гри.
Події гри відбуваються на Східному фронті під час Другої Світової війни між військами СРСР і Нацистської Німеччини — Червоною армією та Вермахтом.
У 2011 році вийшло продовження гри — Red Orchestra 2: Heroes of Stalingrad, присвячене одній з найбільш значущих подій у Другій світовій війни — битві за Сталінград.

## Історія розробки
Попередником Red Orchestra: Ostfront 41-45 була модифікація Red Orchestra: Combined Arms для Unreal Tournament 2004, створена ентузіастами, які пізніше організували компанію Tripwire Interactive.
Модифікація брала участь у конкурсі «Make Something Unreal», який проводиться компанією Epic Games — творцями ігор «Unreal». Завдяки перемозі, команда Tripwire Interactive отримала призовий фонд і ліцензію на комерційне використання ігрового рушія Unreal Engine 2.5.
Пізніше було прийнято рішення «перенести» модифікацію в формат самостійної гри, допрацювавши деякі елементи (додавши транспортні засоби в гру).
У понеділок, 21 листопада 2005 року, компанія Tripwire Interactive оголосила про вихід Red Orchestra: Ostfront 41–45, яку можна було скачати за допомогою Steam, а з 15 березня 2006 року гра вийшла в продаж.

## Ігровий процес
Дія гри відбувається на східному фронті і охоплює період з 1941 по 1945 рік. Гравцеві надається можливість брати участь у реконструкції подій як за Червону Армію, так і за війська Вермахту. Гра орієнтована в першу чергу на мережевий режим, але в той же час є можливість і однокористувацької гри проти ботів.
Кожна локація (карта) являє собою реально існуючу історичну місцевість. Так, наприклад, бої будуть відбуватися в Житомирі, Одесі, Білостоці, Данцигу, Сталінграді, на Курській Дузі, Берліні, Варшаві, горах Кавказу і на просторах України.
В багатокористувацькому режимі гри, гравець може прийняти будь-яку сторону — як радянських, так і німецьких солдатів. Крім того, існує декілька видів ігрових класів зі своїми унікальними можливостями, а також вміннями для використання певного зброї. Є можливість керувати реальною військовою технікою, наприклад, танками, САУ, гарматами, бронетранспортерами.

## Реалізм
Red Orchestra: Ostfront 41-45 є дуже реалістичною грою, адже в ній використовуються справжні балістичні дані для видів зброї, беруться до уваги фізіологічні дані середньостатистичної людини, враховуються природні чинники.
Наприклад, для танків, враховується кут нахилу броні, тип снаряду, швидкість вітру, траєкторія, дальність до цілі, тому під час стрільби можна буде спостерігати як снаряд не пробиває броню, а просто відскакує від неї, не завдаючи жодної шкоди танкові та його екіпажу.
Для стрільби з кулемету потрібно лягти, або прийняти позицію для стрільби. Вогонь з руки дозволяється, але це негативно впливає на точність (виняток становить німецький станковий кулемет MG-42, для якого вогонь з руки неможливий).
Також потрібно лягати для стрільби і з ПТРД, адже важка вага зброї, та відбій не дозволяють стріляти по бронетехніці стоячи. Зате німецький Panzerfaust, є ефективною протитанковою зброєю на ближніх дистанціях, через свою незначну вагу та високу бронепробиваємість. Проте, для стрільби Panzerfaust, потрібно завжди брати поправку на ціль, тому що заряд летить по параболічній траєкторії.
В піхотному бою потрібно враховувати свої особливості — пістолет-кулемет є ефективною зброєю на коротких дистанціях, але краще стріляти короткими чергами. Гвинтівки гарно підходять для точної стрільби, але майже ніяк не вплинуть на бій при коротких дистанціях (за винятком напівавтоматичних гвинтівок, які є найбільш компромісним рішенням).
Для стрільби зі стрілецької зброї потрібно цілитися в приціл (адже перехрестя на моніторі немає). Хорошою буде стрільба з положення «лежачи», проте найкращим буде положення «з коліна».
Під час перезарядки, якщо магазин був частково порожній, він переміщається в підсумок, де і зберігається зі своєю кількістю патронів, тому потрібно завжди враховувати свій боєкомплект, щоб не зостатися з майже пустим магазином.
Кількість здоров'я героя визначається не шкалою HP, а спеціальним знаком бійця, на якому показують критичні зони, що вражені. До речі, вразити бійця дуже складно, тому щоб його вбити інколи потрібно декілька пострілів, при цьому потрапивши в ногу зменшується швидкість пересування, в руку — точність стрільби.
У грі найцікавішими є транспортні засоби (танки, САУ, та напівгусеничні БТРи). Багато танків мають 3 члени екіпажу (механік-водій; командир, який має контроль над гарматою; та кулеметник). Для завантаження снаряду в гармату після пострілу, потрібно зачекати кілька секунд і, якщо ви завантажуєте зброю, ви можете стати легкою здобиччю, через свою неможливість відстрілюватися. Всі гравці, присутні в танку отримують очки за дії, вчинені ним, наприклад, якщо танк знищує ворожий танк всі отримують свою частку очок.

## Карти
Red Orchestra: Ostfront 41-45 має 16 офіційних карт, та безліч карт, розроблених користувачами.
Red Orchestra має 3 типи карт:
- піхотні (відбуваються лише піхотні бої, без техніки);
- танкові (велика кількість транспортних засобів та бронетехніки);
- загальновійськові (являють собою поєднання попередніх двох).

## Ціль гри
Мета гри полягає в тому, щоб привести свою команду до перемоги, захопивши всі необхідні точки, перш ніж закінчиться час (зазвичай 20 хвилин) або усунувши всіх супротивників до кінця підкріплення (переміщення від 100 % до 0 %, коли вони відроджуються). Кожна гра відбувається протягом декількох раундів (кількість обраних адміністратором сервера — як правило, у трьох сетах). Команда, що виграла найбільшу кількість раундів, виграє.
У грі кожен гравець заробляє очки, захоплюючи цілі (за умовчанням 10 балів), убивши противника (1 бал), убивши ворожого командира (3 бали), знищивши об'єкт (10 балів за об'єкт який вважається метою гри, в іншому випадку бали не нараховуються, за винятком знищення танків). Бали знімаються за вбивство своїх товаришів по команді — убивши свого командира знімається 6 балів, вбивши союзника від 2 до 5 в залежності від сервера.

## Класи персонажів
- Офіцер (напівавтоматична гвинтівка/пістолет-кулемет, пістолет, димові гранати, бінокль)

Клас, який присутній на кожній карті. Має при собі димові гранати, та має змогу викликати артилерійський вогонь. Крім того лідер групи швидше захоплює контрольні точки (в співвідношенні в півтора рази більше, ніж будь-який інший гравець). Кількість гравців обмежена.
- Снайпер (снайперська гвинтівка, пістолет)

Клас, який підходить для точного ураження цілей на далеких дистанціях, з якими не може впоратися Піхотинець. Використовує гвинтівку з оптичним прицілом. Як додаткової зброї має пістолет для самооборони. Найкраща тактика — знайти собі гарну позицію для стрільби, та методично знищувати своїх ворогів з далекою відстані, не наражаючи себе на небезпеку. Кількість гравців обмежена.
- Командир танку (пістолет-кулемет, пістолет, бінокль, гранати)

Той же офіцер, але призначений для керуванням бронетехнікою.
- Піхотинець (гвинтівки, гранати)

Найбільш розповсюджений клас в грі, який присутній майже на всіх картах (локаціях), та не має обмеження за кількістю. Як основну зброю використовує гвинтівку, яка добре підходить для середніх та дальніх дистанції, хоча і майже непотрібна в близькому вогневому контакті. На деяких гвинтівках можна встановити багнет і використовувати в рукопашному бою.
- Піхотинець з п/а гвинтівкою (напівавтоматичні гвинтівки, гранати)

Як і піхотинець, використовую гвинтівку, але напівавтоматичну. Це дозволяє стріляти швидко (не чекаючи перезарядки між пострілами) та влучно. Кількість гравців обмежена.
- Кулеметник

Солдат, що має при собі кулемет з високим темпом стрільби, який для ефективного вогню потрібно встановлювати. Завдяки наявності в команді кулеметника, можна швидко подавляти противника, не наражаючи бійців. Особливість цього класу у наявності однієї навички — будь-який гравець може передати кулеметнику свої боєприпаси (за умовчанням клавіша G). Кількість гравців обмежена.
- Танкіст (пістолет, бінокль)

Солдат озброєний пістолетом, який може керувати танками, та САУ.
- Автоматник (пістолет-кулемет/автоматична гвинтівка, гранати)

Найкращий клас, для бою на коротких дистанціях, через наявність автоматичної зброї, яка забезпечує скорострільність і більшу імовірність вразити ціль. Озброюється пістолетом-кулеметом, хоча на деяких картах, граючи за німців, можна вибрати StG-44.
- Боєць ПТР (протитанкова гвинтівка/Panzerfaust)

Солдат, який озброєний додатковою зброєю, яка дозволяє вражати бронетехніку: за росіян це ПТРД-41, за німців — Panzerfaust. Кількість гравців обмежена.
- Сапер (пістолет-кулемет/гвинтівка, гранати, вибухівка)

Солдат, який має при собі два 4-кілограмові заряди вибухівки, які дозволяють знищувати бронетехніку та укріплення ворога. Кількість гравців обмежена.

## Стрілецька зброя
Німеччина
- Пістолет Parabellum pistole Model 1908
- Пістолет Walther P38
- Гвинтівка Mauser 98k (з оптичним прицілом, та без)
- Пістолет-кулемет MP-40
- Пістолет-кулемет MP-41
- Напівавтоматична гвинтівка Gewehr 41
- Напівавтоматична гвинтівка Gewehr 43 (з оптичним прицілом, та без)
- Автоматична гвинтівка StG-44
- Кулемет MG-34
- Кулемет MG-42
- Граната Nebelhandgranate 39 (димова граната)
- Граната Stielhandgranate 24
- Panzerfaust
- Вибухівка

СРСР
- Пістолет ТТ-33
- Гвинтівка Мосін-Наган М1891/30 (з оптичним прицілом, та без)
- Карабін Мосін-Наган 1938
- Карабін Мосін-Наган 1944
- Пістолет-кулемет ППД-34/40
- Пістолет-кулемет ППШ-41
- Пістолет-кулемет ППС-43
- Напівавтоматична гвинтівка СВТ-40 (з оптичним прицілом, та без)
- Протитанкова гвинтівка ПТРД-41
- Кулемет ДП-27
- Граната Ф-1
- Граната РГД-1 (димова граната)
- Вибухівка

## Транспорт
Німеччина
- Середній танк Sd.Kfz. 141/1 Panzerkampfwagen III Ausf. L
- Середній танк Sd.Kfz.. 161/1 Panzerkampfwagen IV Ausf. F1
- Середній танк Sd.Kfz.. 161/1 Panzerkampfwagen IV Ausf. F2
- Середній танк Sd.Kfz.. 161/1 Panzerkampfwagen IV Ausf. G
- Середній танк Sd.Kfz.. 161/1 Panzerkampfwagen IV Ausf. H
- Середній танк Sd.Kfz.. 171 Panzerkampfwagen V Ausf. G (Пантера)
- Середній танк Panzerkampfwagen T-34(r)
- Важкий танк Sd.Kfz.. 181 Panzerkampfwagen VI Ausf. E (Тигр)
- САУ Sd.Kfz.. 142/1 Sturmgeschütz III Ausf. F/8 (StuG III Ausf. F/8)
- Бронетранспортер Sd.Kfz 251

СРСР
- Легкий танк БТ-7
- Легкий танк Т-60
- Середній танк Т-34/76
- Середній танк Т-34/85
- Важкий танк КВ-1
- Важкий танк ІС-2
- Бронеавтомобіль БА-64
- САУ СУ-76
- Бронетранспортер Universal Carrier
- Автомобіль ЗІС-5

## Скріншоти

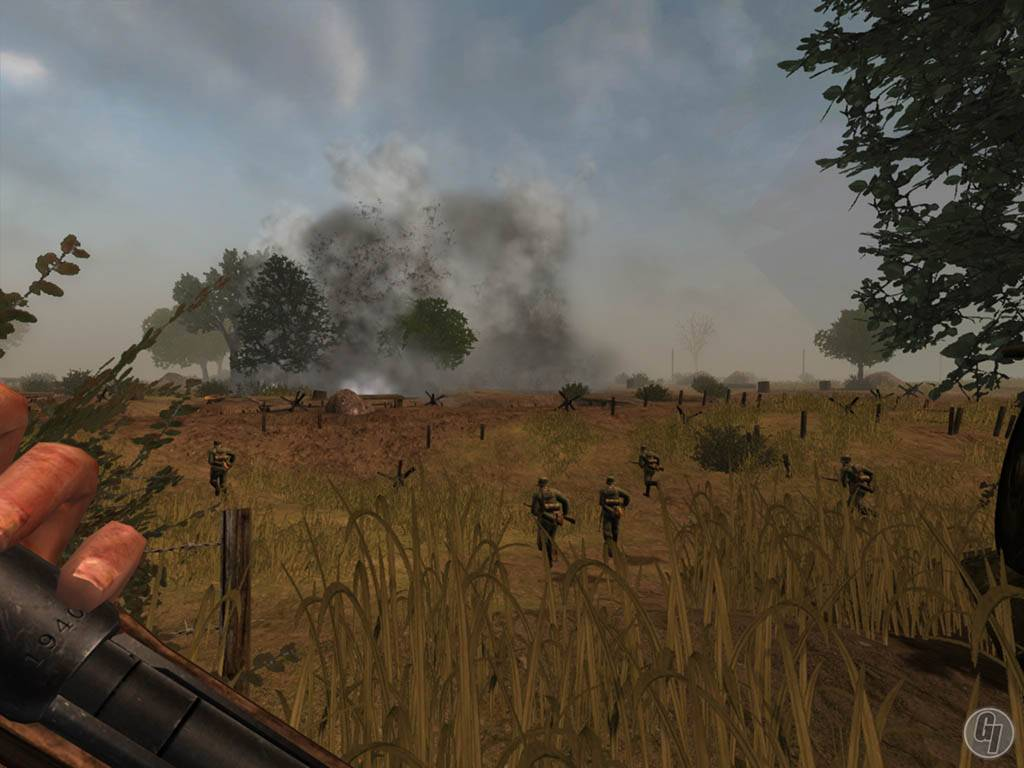
Переміщення під артилерійським обстрілом
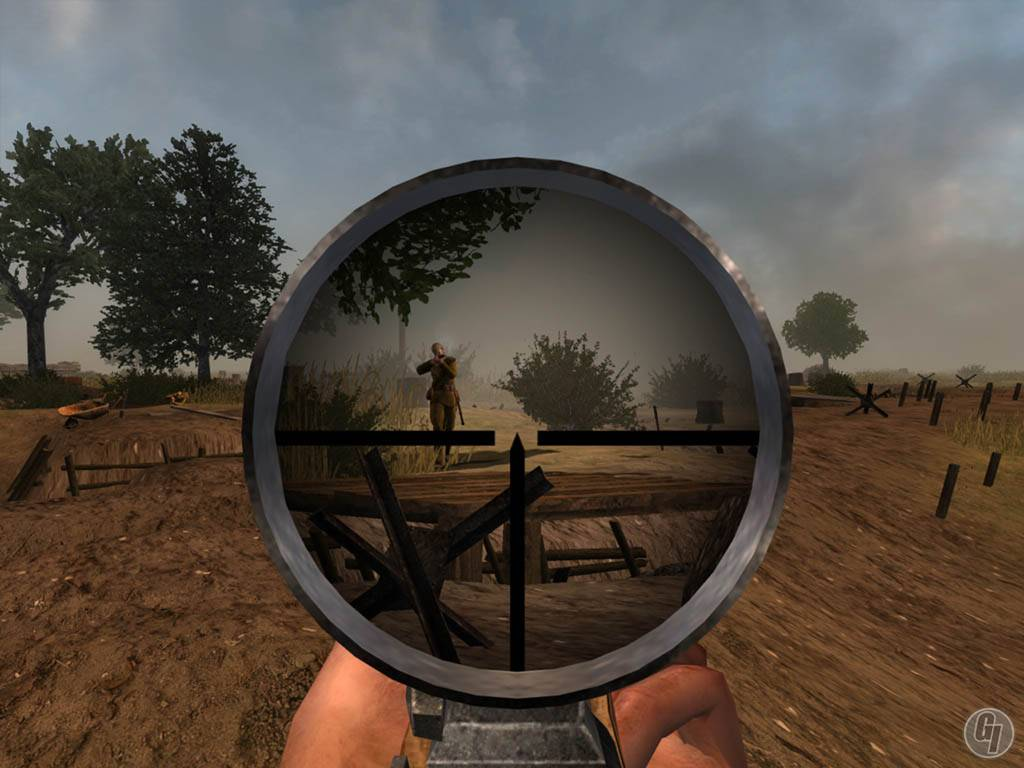
Вид через снайперський приціл
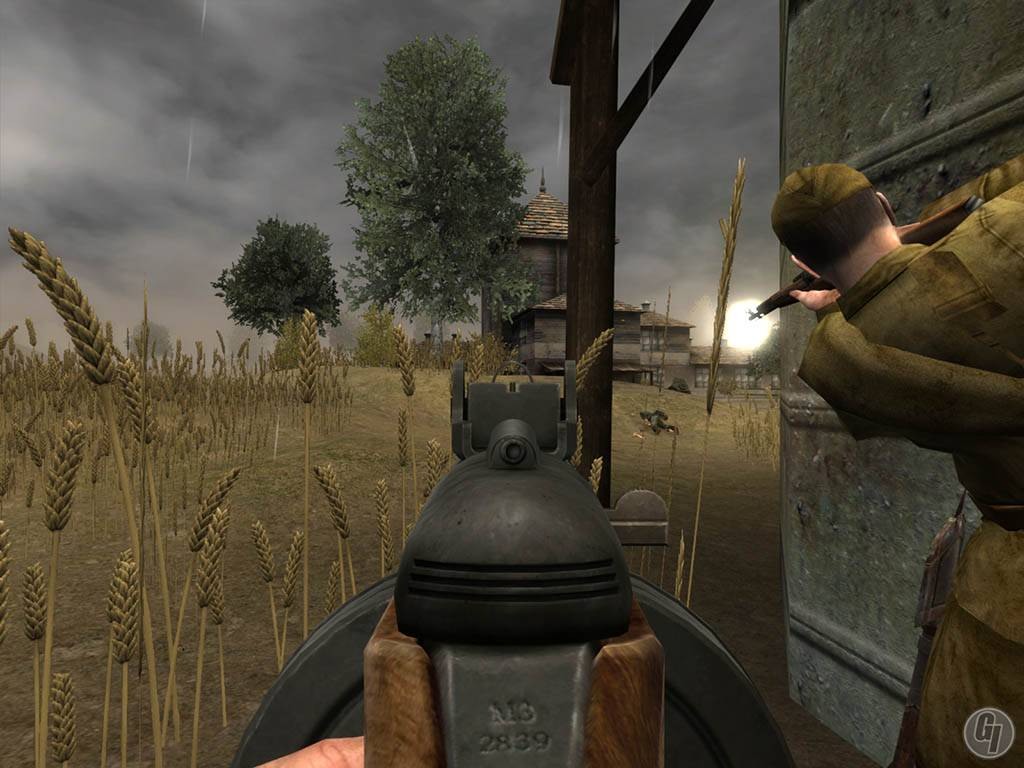
Вогонь через приціл
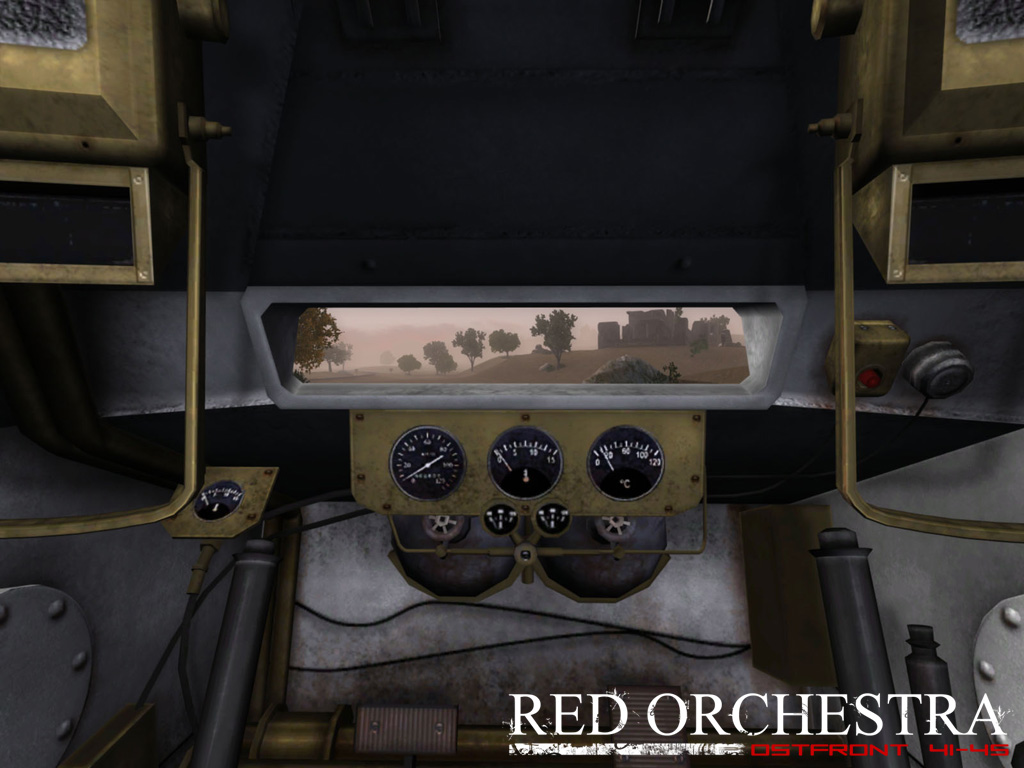
Вид з кабіни танку ІС-2
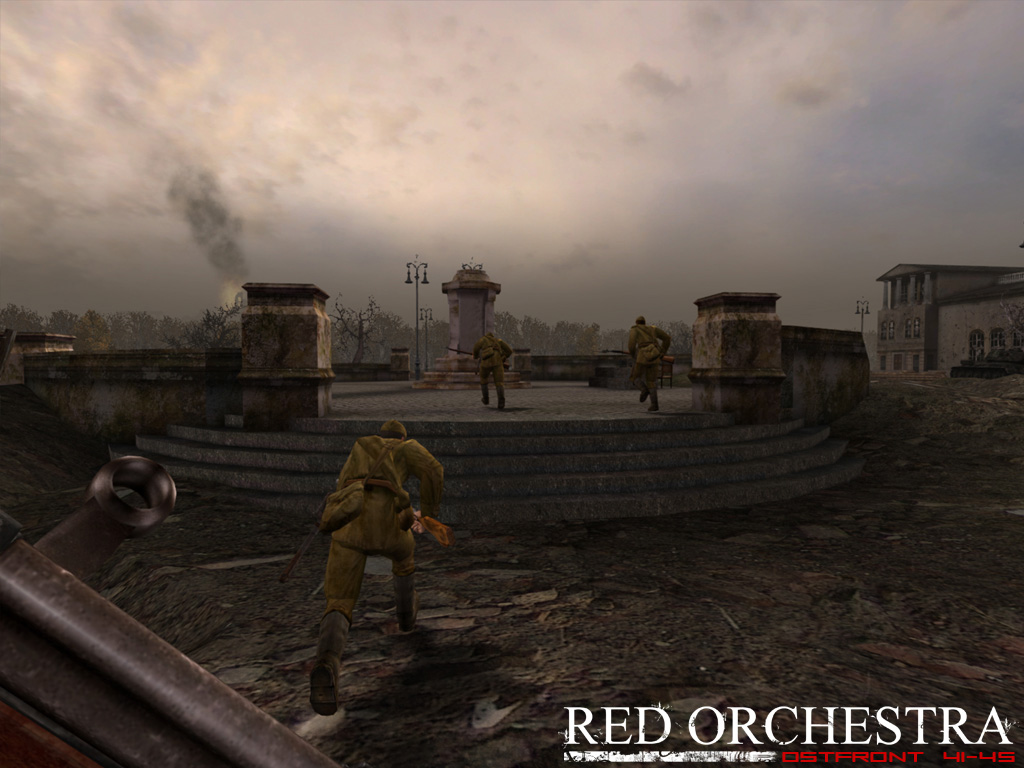
Момент з гри. Карта "Берлін". Гравець грає за СРСР, та озброєний п/а гвинтівкою СВТ.
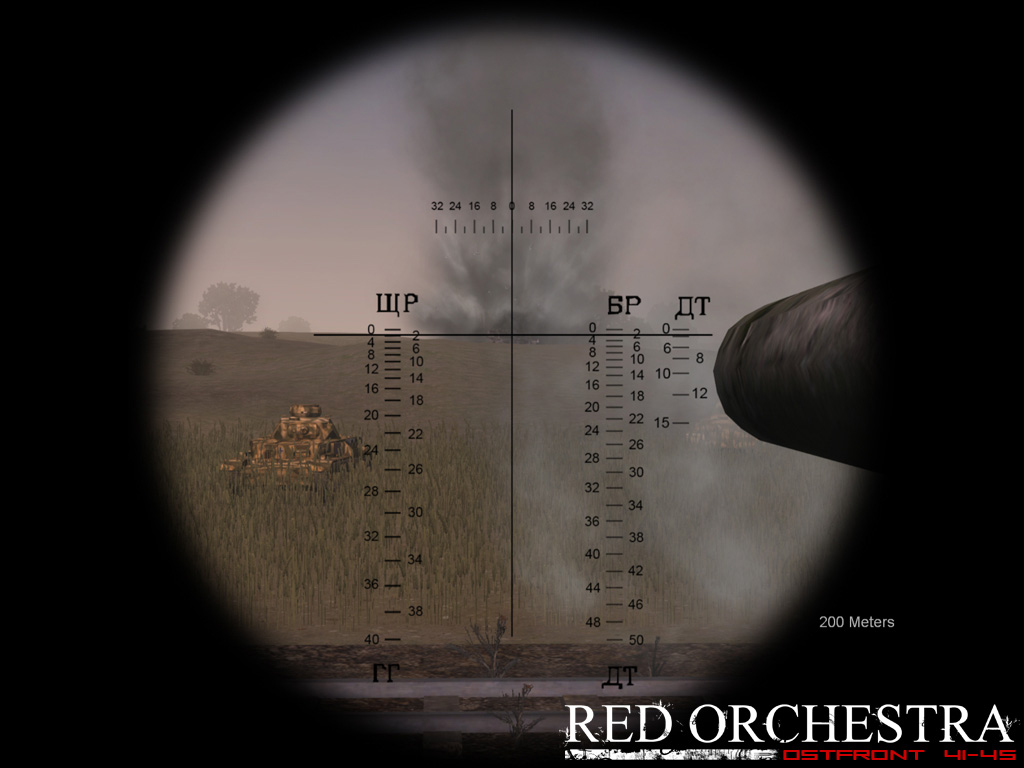
Вид через гарматний приціл Т-34
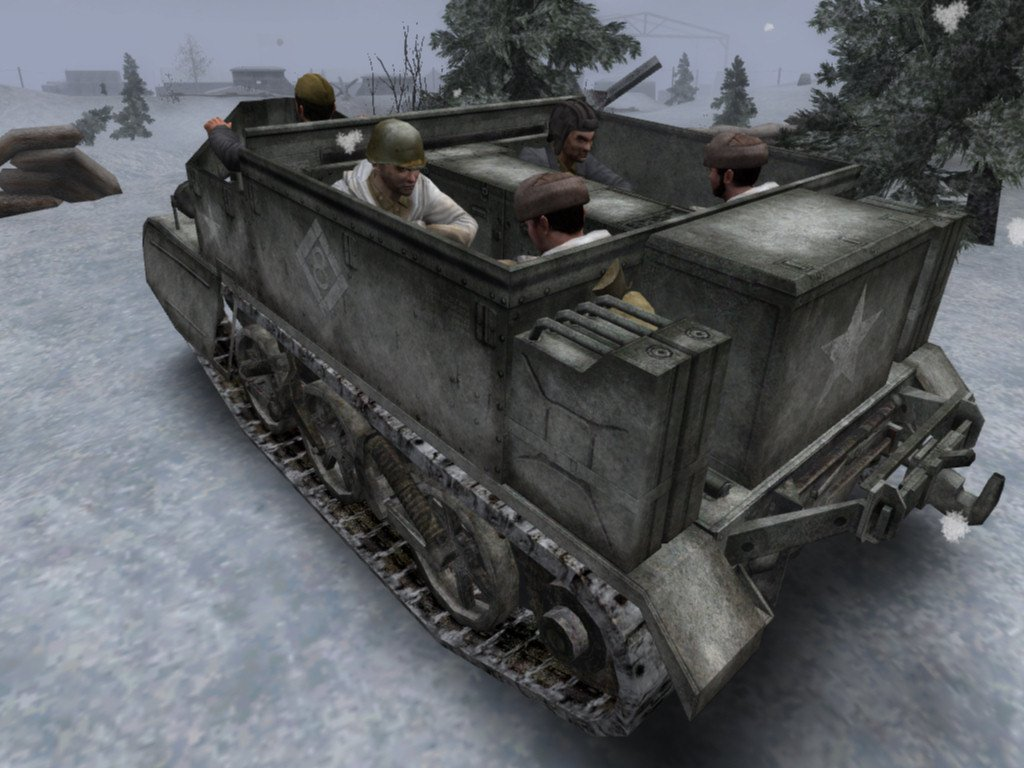
Universal Carrier з радянською піхотою

## Відгуки
- PC Games — 83 %
- PC Action — 82 %
- PC PowerPlay — 81 %

## Цікаві факти
- У грі можна зустріти безліч афіш та плакатів, які рекламують фільми «Госкино».
- У грі присутній ляп — адже персонажі РСЧА протягом всієї гри носять петлиці, які були замінені на погони в 1943 році.
- Також радянський кулемет ДП-27 у грі названий як ДП-28, і у грі його затвор знаходиться ліворуч, а не праворуч.
- Радянські солдати майже завжди носять шинелі через плече (тільки взимку солдати одягнені в утеплені речі).